# Linia kolejowa Lecco – Bergamo
Linia kolejowa Lecco – Bergamo (włoski: Ferrovia Lecco-Bergamo) – państwowa linia kolejowa, która łączy miasta Lecco i Bergamo w Lombardii.
Zarządzanie infrastrukturą i instalacjami kolejowymi odbywa się przez RFI SpA, spółkę należącą do Ferrovie dello Stato, które kwalifikuje linię jako uzupełnieniającą.
Obsługą pasażerów zajmuje się Trenord.

## Historia
Linia została wybudowana przez Società delle Strade Ferrate della Lombardia e dell'Italia Centrale, a oddano do użytku 4 listopada 1863.
Od 1873 na odcinku Lecco – Calolziocorte jest również wykorzystywany przez linię Monza – Lecco.
Od 1889 roku, wraz z ukończeniem odcinka Carnate – Ponte San Pietro i Bergamo – Ponte San Pietro jest również wykorzystywana przez linię Seregno – Bergamo.